# La tóxica
La tóxica è un singolo del cantante portoricano Farruko, pubblicato il 24 luglio 2020 come primo estratto dal nono album in studio La 167.

## Video musicale
Il video musicale è stato pubblicato una settimana dopo la pubblicazione di quest'ultimo, il 31 luglio 2020.

## Tracce
1. La tóxica – 3:00